# Mouresi
Mouresi (griechisch Μουρέσι (n. sg.)), andere Form: Mouressi, in älteren Formen: Mouresio, Mouresion und Mouressio, ist ein Dorf in Griechenland und Teil der Gemeinde Zagora-Mouresi in der Region Thessalien.

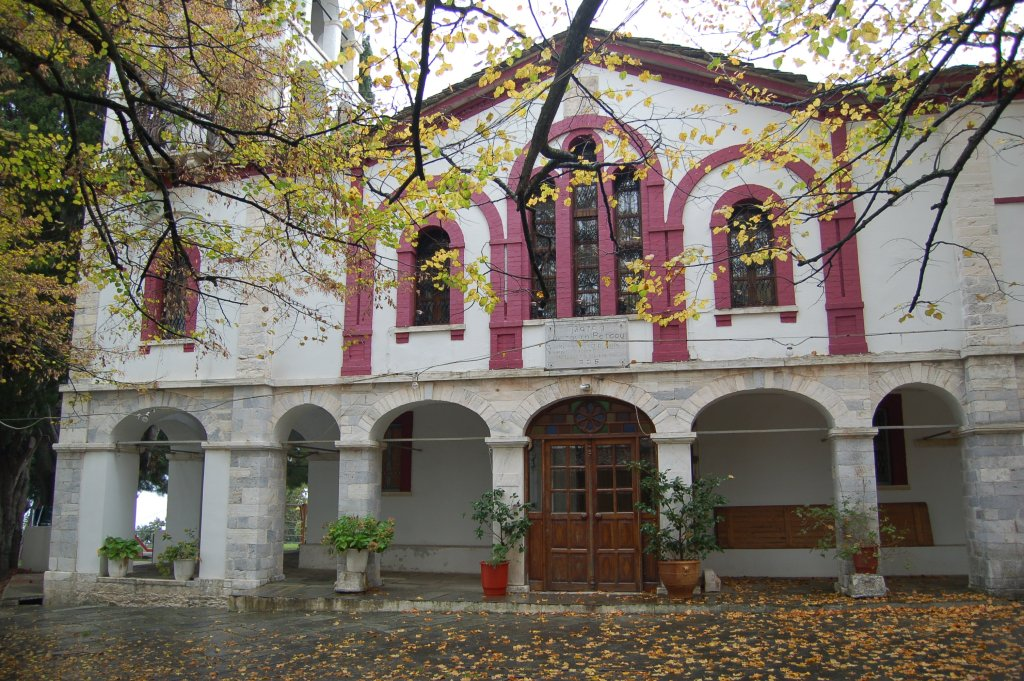
Kirche Agia Triada an der Platia von Mouresi

Es liegt im östlichen Teil des Regionalbezirks Magnisia am bewaldeten Osthang des Pilion-Gebirges mit Blick auf die Ägäis, ca. 395 m über dem Meer. An der Platia (Dorfplatz), die von drei großen Linden beschattet wird, steht die Kirche Agia Triada (Heilige Dreifaltigkeit) aus dem Jahr 1776.
Mouresi ist über eine Straße, welche die Orte an der Ostseite des Pilion verbindet, erschlossen. Über sie gelangt man in die Nachbarorte Tsangarada und Kissos. Ein weiterer Nachbarort ist Agios Dimitrios. Die Ortsteile Agios Ioannis Mouresiou (Einwohner: 30) und Damouchari (Νταμούχαρη, Einwohner: 33) an der Küste sind ebenfalls über Straßen angebunden und bieten Badestrände. In die etwa 45 km entfernt liegende Stadt Volos besteht eine Regionalbusverbindung.
Im Jahr 2011 lebten im Gebiet von Mouresi 548 Menschen, davon 485 im Ort selbst.

## Nachweise
1. 1 2  Ergebnisse der Volkszählung 2011 beim Nationalen Statistischen Dienst Griechenlands (ΕΛ.ΣΤΑΤ) (Excel-Dokument, 2,6 MB)